# Contre-enquête (série télévisée)
Pour les articles homonymes, voir Contre-enquête.
Contre-enquête (Oskyldigt dömd) est une série télévisée suédoise en 24 épisodes de 45 minutes créée par Johan Zolltisch et Hans Rosenfeldt, diffusée entre le 24 septembre 2008 et le 16 décembre 2009 sur TV4.
En France, la série est diffusée depuis le 29 août 2010 sur TF1 et depuis le 22 août 2013 sur HD1 ; et au Québec à partir du 11 mars 2013 à Séries+.

## Synopsis
Markus Haglund est un professeur de droit qui se bat pour empêcher les accusations à tort avec l'aide de ses quatre étudiants.

## Distribution

### Acteurs principaux
- Mikael Persbrandt : Markus Haglund
- Sofia Ledarp : Fia Jönsson
- Helena af Sandeberg (VF : Hélène Bizot) : Anna Sjöstedt
- Francisco Sobrado (sv) : Belal Al-Mukhtar
- Leonard Terfelt (sv) : Roger Andersson
- Magnus Mark (sv) : Tomas Thomén (16 épisodes)
- Marie Richardson : Ulrika Stiegler (12 épisodes)
- Anja Lundqvist (sv) (VF : Josy Bernard) : Caroline Gustavsson (11 épisodes)

### Acteurs récurrents et invités
introduits lors de la première saison
- Omid Khansari (sv) : Adnan Al-Mukhtar (saison 1, 6 épisodes)
- Tobias Aspelin (sv) (VF : Sebastien Finck) : Peter Berglin (saison 1, 5 épisodes)
- Susanne Barklund (sv) : Jannike Storm (épisode 1)
- Jamil Drissi (sv) : Henrik Edin (épisode 1)
- Johan Hedenberg (sv) : Tomas Storm (épisode 1)
- Kim Jansson (sv) (VF : Margaux Laplace) : Maria Persson (épisode 1)
- Peter Järn (sv) : Christian (épisode 1)
- Franceska Löfgren : Li-Anne Persson (épisode 1)
- Peter Schildt (sv) : Robert Ekelund (épisode 2)
- Douglas Johansson (sv) : Håkan Malm (épisode 2)
- Bengt Järnblad (sv) : Kenneth Strömberg (épisode 2)
- Reuben Sallmander (sv) : Andreas Bergstedt (épisode 3)
- Erik Johansson (sv) (VF : Jerome Wiggins) : Svante (épisode 4)
- Moa Gammel : Nikki (épisode 4)
- Peter Viitanen (sv) : Johannes (épisode 4)
- Johan H:son Kjellgren (sv) : Jens Renström (épisode 5)
- Allan Svensson (sv) : Johnny Jönsson (épisode 6)
- Ing-Marie Carlsson (sv) : Liselott Jönsson (épisode 6)
- Thomas Hedengran (sv) : Fredrik Johnsson (épisode 6)
- Jessica Zandén (sv) : Annika Hallin (épisode 7 + saison 2 épisode 10)
- Måns Nathanaelson (sv) : Jesper (épisode 7 + saison 2 épisode 10)
- Niklas Falk (sv) : Alf Fransson (épisode 7)
- Leif Andrée : Leif Persson (épisode 8)
- Malin Morgan (sv) : Carina Persson (épisode 8)
- Josephine Bornebusch (VF : Pauline Moingeon Vallès) : Annika Schalin (épisode 10)
- Niklas Riesbeck (sv) (VF : Rio Tugdual) : Simon Ekholm (épisode 11)

introduits lors de la deuxième saison
- Basia Frydman (sv) (VF : Marie-Martine) : Etel Nowak (épisode 4)
- Nadia Hussein Johansen (VF : Laëtitia Lefebvre) : Elsa Adler (épisode 9)

 Source et légende : version française (VF) sur RS Doublage

## Épisodes

### Première saison (2008)
1. Déni de justice (Avsnitt 1)
2. Un coupable idéal (Avsnitt 2)
3. À son insu (Avsnitt 3)
4. Une vérité à cacher (Avsnitt 4)
5. Le Dilemme (Avsnitt 5)
6. Père et fille (Avsnitt 6)
7. Aveux imparfaits (Avsnitt 7)
8. Incendie meurtrier (Avsnitt 8)
9. Innocence à vendre (Avsnitt 9)
10. Tolérance zéro (Avsnitt 10)
11. L'Homme de l'ombre (Avsnitt 11)
12. Silence à la barre (Avsnitt 12)

### Deuxième saison (2009)
1. Au détour du chemin (Avsnitt 1)
2. L'Alba Femina (Avsnitt 2)
3. Voyous contre voyous (Avsnitt 3)
4. Un voleur peut en cacher un autre (Avsnitt 4)
5. De bons voisins (Avsnitt 5)
6. Le Syndrome de Peter Pan (Avsnitt 6)
7. Le silence est d'or (Avsnitt 7)
8. En attendant Markus (Avsnitt 8)
9. Garde de nuit (Avsnitt 9)
10. Le Parfum de l'argent (Avsnitt 10)
11. Pauvre petite fille riche (Avsnitt 11)
12. État d'ivresse (Avsnitt 12)